# قيوحة (مناخة)

تعديل مصدري - تعديل

قيوحة هي إحدى قرى عزلة المغارب بمديرية مناخة التابعة لمحافظة صنعاء، بلغ تعداد سكانها 72 نسمة حسب تعداد اليمن لعام 2004.